# Akio Miyahara
Pour les articles homonymes, voir Miyahara.
Akio Miyahara (宮原昭夫, Miyahara Akio), né le 5 août 1932 à Yokohama (Japon), est un romancier japonais.

## Biographie
Akio Miyahara est diplômé de la faculté de littérature de l'université de Waseda.